# Brigitte Guibal
Brigitte Guibal (* 15. Februar 1971 in Mende) ist eine ehemalige französische Kanutin.

## Karriere
Brigitte Guibal erzielte ihren ersten großen internationalen Erfolg im Kanuslalom bei den Weltmeisterschaften 1997 in Três Coroas. Während sie mit der Mannschaft im Einer-Kajak den zweiten Platz belegte, gelang ihr im Einzel der Titelgewinn. Drei Jahre darauf wurde sie in Mezzana im Einer-Kajak auch Vizeeuropameisterin.
Bei den Olympischen Spielen 2000 in Sydney  qualifizierte sie sich zunächst mit einer Gesamtpunktzahl von 292,62 für die Endläufe. In beiden Läufen erhielt sie jeweils zwei Strafpunkte und schloss den Wettbewerb mit 251,88 Punkten hinter der Tschechin Štěpánka Hilgertová und vor ihrer Landsfrau Anne-Lise Bardet auf dem zweiten Platz ab, sodass sie die Silbermedaille gewann.